# Canton Charge 2016-2017
La stagione 2016-17 dei Canton Charge fu la 16ª nella NBA D-League per la franchigia.
I Canton Charge arrivarono terzi nella Central Division con un record di 29-21. Nei play-off persero i quarti di finale con i Raptors 905 (2-0).

## Roster
| N° | Naz.                   | Ruolo | Sportivo        | Anno | Alt. | Peso |
| -- | ---------------------- | ----- | --------------- | ---- | ---- | ---- |
| 0  | Nigeria (bandiera)     | G     | Kevin Olekaibe  | 1992 | 188  | 82   |
| 1  | Stati Uniti (bandiera) | G     | Jordon Crawford | 1990 | 168  | 68   |
| 2  | Stati Uniti (bandiera) | G     | Quinn Cook      | 1993 | 188  | 81   |
| 3  | Stati Uniti (bandiera) | G     | Kay Felder      | 1995 | 175  | 80   |
| 7  | Stati Uniti (bandiera) | G     | Stedmon Lemon   | 1992 | 198  | 91   |
| 8  | Stati Uniti (bandiera) | C     | Larry Sanders   | 1988 | 211  | 107  |
| 9  | Stati Uniti (bandiera) | G     | Justin Johnson  | 1988 | 188  | 79   |
| 9  | Stati Uniti (bandiera) | G     | Cameron Jones   | 1989 | 193  | 84   |
| 10 | Stati Uniti (bandiera) | G     | Mike Williams   | 1991 | 185  | 86   |
| 11 | Porto Rico (bandiera)  | G     | John Holland    | 1988 | 196  | 93   |
| 12 | Stati Uniti (bandiera) | G     | Trey Davis      | 1993 | 183  | 84   |
| 17 | Stati Uniti (bandiera) | C     | Michael Dunigan | 1989 | 208  | 111  |
| 18 | Stati Uniti (bandiera) | A     | Gerald Beverly  | 1993 | 203  | 107  |
| 21 | Stati Uniti (bandiera) | GA    | Roosevelt Jones | 1993 | 193  | 102  |
| 23 | Stati Uniti (bandiera) | A     | Chris Evans     | 1991 | 203  | 100  |
| 25 | Stati Uniti (bandiera) | AC    | Eric Moreland   | 1991 | 208  | 108  |
| 27 | Stati Uniti (bandiera) | C     | Jon Horford     | 1991 | 208  | 111  |
| 33 | Stati Uniti (bandiera) | A     | Jonathan Holmes | 1992 | 206  | 110  |
| 33 | Stati Uniti (bandiera) | A     | Grant Jerrett   | 1993 | 208  | 105  |

## Staff tecnico
- Allenatore: Nate Reinking
- Vice-allenatori: Melvin Ely, Sam Jones